# Erythrogonia jucunda
Erythrogonia jucunda är en insektsart som beskrevs av Walker 1851. Erythrogonia jucunda ingår i släktet Erythrogonia och familjen dvärgstritar. Inga underarter finns listade i Catalogue of Life.